# Lega Nazionale Professionisti Serie A
A Lega Nazionale Professionisti Serie A (em português: Liga Nacional de Profissionais da Série A), também conhecida como Lega Serie A, Serie A, LNPA, é uma entidade esportiva que dirige as principais competições de futebol na Itália, com destaque para a Serie A, a primeira divisão do Campeonato Italiano. Foi fundada em 1 de julho de 2010.
A entidade assumiu a maioria das competições anteriormente realizadas pela Lega Calcio, a saber: Serie A, Coppa Italia, Supercoppa Italiana, e as competições juvenis do Campionato Nazionale Primavera, Coppa Italia Primavera e Supercoppa Primavera. A Serie B, por sua vez, passou para as mãos da Lega B, também criada em 2010.

## História
O pano de fundo para a criação da liga começou pela questão dos direitos de televisão dos clubes da Serie A, mesmo vendidos separadamente pela Lega Calcio, a Serie A tinha que apoiar financeiramente a Serie B com repasses de suas receitas de venda para os clubes da Serie B. Em 30 de abril de 2009, a Serie A anunciou uma divisão da Serie B. Dezenove dos vinte clubes votaram a favor da mudança, apenas o Lecce, ameaçado de rebaixamento na ocasião, votou contra.
O momento de instabilidade no futebol do país, levou a gestão do comissário ad interim Giancarlo Abete à frente da Lega Calcio levar menos de quatro meses e em 18 de setembro de 2009, Maurizio Beretta foi eleito o novo presidente da Lega Calcio, ratificando a eleição de 25 de agosto do mesmo ano. Sob a orientação de Beretta, a partir de 1º de julho de 2010, a Lega Nazionale Professionisti – Lega Calcio foi dividida em duas entidades e duas novas ligas separadas foram criadas: a Lega Nazionale Professionisti Serie A – Lega Serie A, que assumiria a principal competição profissional do país, e a Lega Nazionale Professionisti B – Lega B, destinada a organizar a Série B italiana.

## Competições

### Liga
A Série A conta com um total de 20 clubes. Em cada temporada — que começa em agosto e termina em maio —, as 20 equipes se enfrentam em turno e returno (uma como mandante e outra como visitante), num total de 38 rodadas (19 por turno). As equipes ganham 3 pontos a cada vitória e um ponto em caso de empate: e nenhum ponto em caso de derrota. A tabela de classificação é baseada no total de pontos: o clube que somar mais pontos é considerado campeão italiano no final da temporada. Se duas ou mais equipes estiverem empatadas em números de pontos, será adotado os seguintes critérios de desempate: número de pontos no confronto direto, saldo de gols no confronto direto, saldo de gols no geral, maior número de gols feitos no geral e, por último, um sorteio. Os quatro primeiros colocados se classificam para a Liga dos Campeões da UEFA. Os 5º e 6º colocados se classificam para a Liga Europa. Os três últimos são rebaixados.

### Copa
A Lega Serie A organiza a principal copa nacional, a Coppa Italia, que conta além dos clubes da Serie A, a todos os clubes da Serie B, alguns da Lega Pro e da LND.

### Supercopa
A Lega Serie A também organiza a Supercoppa Italiana, uma partida anual entre o campeão da Serie A e os vencedor da Coppa Italia.

### Competições juvenis
As equipes juvenis dos clubes da Lega Serie A jogam no Campionato Primavera 1, além de disputar copas, como a Coppa Italia Primavera e a Supercoppa Primavera.

## Bola oficial
A Nike fornece a bola oficial dos jogos da Série A. Ela também fornece a bola usada em todos os jogos da Coppa Italia e da Supercoppa Italiana.

### Bolas usadas por temporada
- 2010–11 — Nike T90 Tracer[7]
- 2011–12 — Nike Seitiro[7]
- 2012–13 — Nike Maxim[7]
- 2013–14 — Nike Incyte[7]
- 2014–15 — Nike Ordem 2[7]
- 2015–16 — Nike Ordem 3[7]
- 2016–17 — Nike Ordem 4[7]
- 2017–18 — Nike Ordem 5[7]
- 2018–19 — Nike Merlin[7][8]
- 2019–20 — Nike Merlin[7][9]
- 2020–21 — Nike Flight[7][10]

## Lista de presidentes
Atualmente o cargo de presidente da entidade é ocupado por Paolo Dal Pino. Eleito em 8 de janeiro de 2020, pela Assembleia da Lega Serie A como seu novo presidente. Antes disso, em 19 de novembro de 2019, o então presidente Gaetano Micciche, após 20 meses à frente da entidade apresentou sua demissão do cargo, face à investigação que incide sobre a sua eleição, em 19 de março de 2018. Em 4 de dezembro de 2019, depois de duas tentativas frustradas de eleição de um novo presidente, a FIGC nomeou Mario Cicala como comissário ad acta. Cicala permaneceu no cargo por alguns dias, renunciando em 17 de dezembro de 2019. No dia seguinte, por proposta do presidente da FIGC Gabriele Gravina, o Conselho Federal nomeou Giancarlo Abete como o novo comissário ad acta.
- Maurizio Beretta (2010–2017)[4]
- Carlo Tavecchio — comissário ad interim (2017–2018)[15]
- Giovanni Malagò — comissário ad interim (2018)[16]
- Gaetano Miccicchè (2018–2019)[14]
- Mario Cicala — comissário ad interim (2019)[14][17]
- Giancarlo Abete — comissário ad interim (2019–2020)[14][18]
- Paolo Dal Pino (2020–2022)[11][19]
- Lorenzo Casini (2022–2024)
- Ezio Simonelli (2024–)